# ستيفن أريجبابو
ستيفن أريجبابو (بالألمانية: Stephen Arigbabu)‏ مواليد 15 فبراير 1972م، هو لاعب كرة سلة ألماني سابق بدأ مسيرته الاحترافية في سنة 1992م. يبلغ طوله 6 قدم 10 بوصة (2.1 م).

## روابط خارجية
- ستيفن أريجبابو على موقع الاتحاد الدولي لكرة السلة (الإنجليزية)
- ستيفن أريجبابو على موقع الدوري الأوروبي لكرة السلة (الإنجليزية)
- ستيفن أريجبابو على موقع كرة السلة الأوروبية.كوم (الإنجليزية)
- ستيفن أريجبابو على موقع ريلجم (الإنجليزية)
- ستيفن أريجبابو على موقع بروبوليرز (الإنجليزية)
- ستيفن أريجبابو على موقع سبورتس رفرنس (الإنجليزية)